# Persico Dosimo
Persico Dosimo là một đô thị ở tỉnh Cremona, vùng Lombardia của Italia, có vị trí cách khoảng 80 km về phía đông nam của Milan và khoảng 8 km về phía đông bắc của Cremona. Tại thời điểm ngày 31 tháng 12 năm 2004, đô thị này có dân số 2.950 người và diện tích là 20,5 km².
Persico Dosimo giáp các đô thị: Castelverde, Corte de' Frati, Cremona, Gadesco-Pieve Delmona, Grontardo, Pozzaglio ed Uniti.